# Novikombank
Novikombank est une banque russe.

## Histoire
Le 1er mars 2022, plusieurs banques russes, VTB, Rossiya Bank, Otkritie, Novikombank, Promsvyazbank, Sovcombank et Vnesheconombank sont exclues du réseau Swift à la suite d'une décision de l'Union européenne.